# Les Gros Malins
Pour plus de détails, voir Fiche technique et Distribution.
Les Gros Malins est un film franco-italien réalisé par Raymond Leboursier, sorti en 1969.

## Synopsis
Paul Blanc tient une boucherie avec son épouse napolitaine, la pétulante Giulia. Une nuit, grâce à des somnifères reçus de son frère d'Argentine, il rêve de courses hippiques et voit en songe l'ordre d'arrivée des chevaux. Giulia vante le don de son mari au café du coin. Mais les turfistes la dissuadent de parier sur les canassons choisis par Paul, de vrais tocards selon eux ! Pourtant, sa vision se révèle exacte. Quand son secret est découvert, tout le monde veut se procurer cette médecine miracle. Mais le produit n'est plus fabriqué car considéré dangereux il a été interdit par les autorités.

## Fiche technique
- titre : Les Gros Malins
- Titre alternatif : Le Champion du tiercé
- Réalisation : Raymond Leboursier
- Assistant-réalisateur : André Cerf
- Scénario : Raymond Leboursier
- Adaptation : Jacques Emmanuel, Jack Pinoteau, Raymond Leboursier
- Dialogues : Raymond Leboursier
- Photographie : Edmond Richard
- Cadreur : Bernard Sury, assisté de Henri Théron
- Montage : Madeleine Gug, assistée de Pauline Fraisse
- Musique : Jacques Météhen (éditions : Hortensia)
- Son : Séverin Frankiel
- Perchman : Gérard de Lagarde
- Script-girl : Sonia Salvy
- Photographe de plateau : Raymond Voinquel
- Maquillage : Phuong Maittret
- Régie générale : Charlotte Fraisse
- Régisseur adjoint : Vincent Darrasse
- Directeur de production : Pierre Chicherio
- Société(s) de production : Compagnie Européenne Cinématographique, Intercontinental Productions (Paris), Bema-Films (Rome), Álmos Mező[1]
- Société de distribution : Comptoir Français du Film
- Pellicule 35mm, couleur par Eastmancolor
- Tirage : Laboratoire G.T.C Joinville - Son : Perfectone
- Année de tournage : 1968
- Durée : 79 minutes
- Genre : Comédie
- Date de sortie : 14 mai 1969
- Visa d'exploitation : 35083

## Distribution
- Jacques Jouanneau : Paul Blanc, le boucher
- Henri Génès : le docteur Vergeze
- Tina Buranzo : Giulia, la femme de Paul
- Francis Blanche : Francis Bertolde dit « le Bookmaker »
- Michel Galabru : le curé
- Franca Polesello : Monique Roussel, la complice de Francis
- Jacques Santi : Alex, le pronostiqueur
- Robert Manuel : le ministre
- Jeannette Batti : la comtesse
- Robert Lerick : : Luciano dit « le Corse »
- Jean-Henri Chambois : le commissaire
- Paul Demange : le second pharmacien
- Roger Trapp : M. Morel, un gendarme
- André Bollet : le dresseur
- Pierre Sergeol : l'éleveur
- Marcel Charvey : le journaliste TV
- Gabriel Gobin : le président des courses
- Albert Michel : le patron du bistrot
- René Lefevre-Bel : Firmin, le majordome
- Henri Tisot : l'ambassadeur qui parle comme Salvador Dali
- Jean Carmet : le percepteur
- Eddie Constantine : lui-même
- Robert Castel : un agent au commissariat (non crédité)
- Marius Gaidon : Firmin, le serveur du restaurant (non crédité)
- Roland Malet : un agent au commissariat (non crédité)
- Raymond Pierson : Micheline (non crédité)
- Maurice Travail : le maître d'hôtel (non crédité)
- Léon Zitrone : lui-même
- Marianne Borgo
- Virginie Vernay
- Alcide Borik
- Béatrice Chatelier (non créditée)